# ブリット・モーガン (女優)

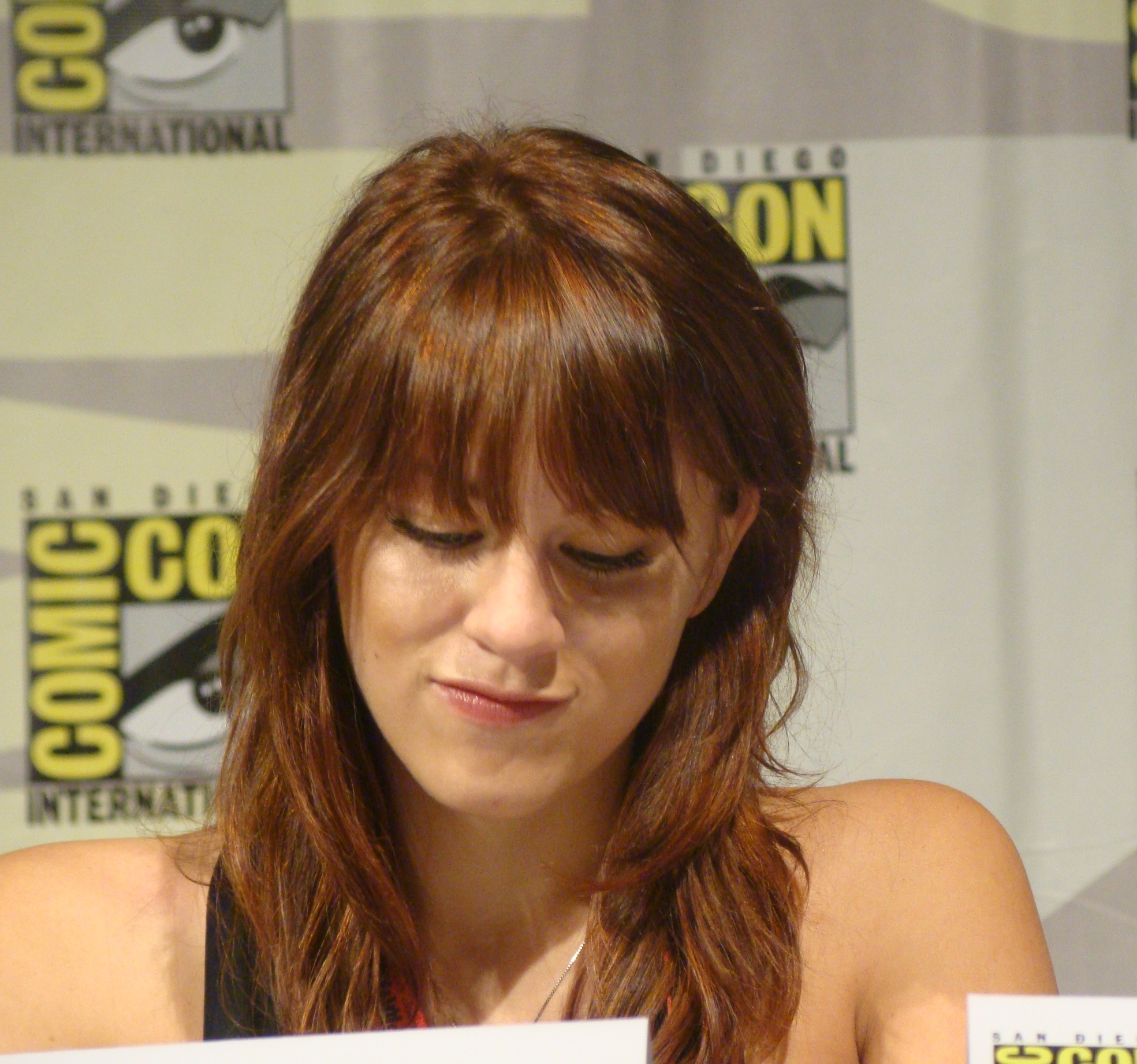
ブリット・モーガン

ブリット・モーガン（Brit Morgan、1987年9月24日 - ）は、アメリカ合衆国の女優。ニュージャージー州マールトン出身。

## 出演作品
- サウスランド
- ヒラリー・ダフ in 恋する彼女はスーパースター
- シェイムレス2 俺たちに恥はない
- デスパレートな妻たち8
- トゥルーブラッド（デビー・ペルト）
- コールドケース 迷宮事件簿
- SUPERGIRL/スーパーガール（レスリー・ウィリス／ライブワイヤー）
- ザ・ボーイズ（レイチェル／ベッカ　ブッチャーの姉役）